# Laussonne
Pour les articles homonymes, voir Laussonne (homonymie).
Laussonne est une commune française située en Velay, dans le département de la Haute-Loire en région Auvergne-Rhône-Alpes.

## Géographie

### Localisation
La commune de Laussonne se trouve dans le département de la Haute-Loire, en région Auvergne-Rhône-Alpes.
Elle se situe à 19 km par la route du Puy-en-Velay, préfecture du département, et à 34 km du Chambon-sur-Lignon, bureau centralisateur du canton du Mézenc dont dépend la commune depuis 2015 pour les élections départementales.
Les communes les plus proches sont :
Freycenet-la-Tour (3,5 km), Moudeyres (4,1 km), Lantriac (5,1 km), Le Monastier-sur-Gazeille (5,6 km), Saint-Front (7,2 km), Saint-Julien-Chapteuil (7,3 km), Montusclat (7,5 km), Présailles (7,8 km).
| Lantriac                  | Saint-Julien-Chapteuil |                   |
|                           | Laussonne              | Saint-Front       |
| Le Monastier-sur-Gazeille |                        | Freycenet-la-Tour |

### Climat
Pour des articles plus généraux, voir Climat d'Auvergne-Rhône-Alpes et Climat de la Haute-Loire.
En 2010, le climat de la commune est de type climat de montagne, selon une étude du Centre national de la recherche scientifique s'appuyant sur une série de données couvrant la période 1971-2000. En 2020, Météo-France publie une typologie des climats de la France métropolitaine dans laquelle la commune est exposée à un climat de montagne ou de marges de montagne et est dans la région climatique Sud-est du Massif Central, caractérisée par une pluviométrie annuelle de 1 000 à 1 500 mm, minimale en été, maximale en automne.
Pour la période 1971-2000, la température annuelle moyenne est de 8,1 °C, avec une amplitude thermique annuelle de 16,3 °C. Le cumul annuel moyen de précipitations est de 1 071 mm, avec 9,5 jours de précipitations en janvier et 6,5 jours en juillet. Pour la période 1991-2020, la température moyenne annuelle observée sur la station météorologique de Météo-France la plus proche, « Les Estables_sapc », sur la commune des Estables à 11 km à vol d'oiseau, est de 6,9 °C et le cumul annuel moyen de précipitations est de 1 226,7 mm,. Pour l'avenir, les paramètres climatiques de la commune estimés pour 2050 selon différents scénarios d'émission de gaz à effet de serre sont consultables sur un site dédié publié par Météo-France en novembre 2022.

## Urbanisme

### Typologie
Au 1er janvier 2024, Laussonne est catégorisée bourg rural, selon la nouvelle grille communale de densité à sept niveaux définie par l'Insee en 2022.
Elle est située hors unité urbaine. Par ailleurs la commune fait partie de l'aire d'attraction du Puy-en-Velay, dont elle est une commune de la couronne,. Cette aire, qui regroupe 59 communes, est catégorisée dans les aires de 50 000 à moins de 200 000 habitants,.

### Occupation des sols
L'occupation des sols de la commune, telle qu'elle ressort de la base de données européenne d’occupation biophysique des sols Corine Land Cover (CLC), est marquée par l'importance des territoires agricoles (66,4 % en 2018), une proportion sensiblement équivalente à celle de 1990 (66,5 %). La répartition détaillée en 2018 est la suivante :
prairies (46,4 %), forêts (31,4 %), zones agricoles hétérogènes (20 %), zones urbanisées (1,5 %), milieux à végétation arbustive et/ou herbacée (0,7 %). L'évolution de l’occupation des sols de la commune et de ses infrastructures peut être observée sur les différentes représentations cartographiques du territoire : la carte de Cassini (XVIIIe siècle), la carte d'état-major (1820-1866) et les cartes ou photos aériennes de l'IGN pour la période actuelle (1950 à aujourd'hui).

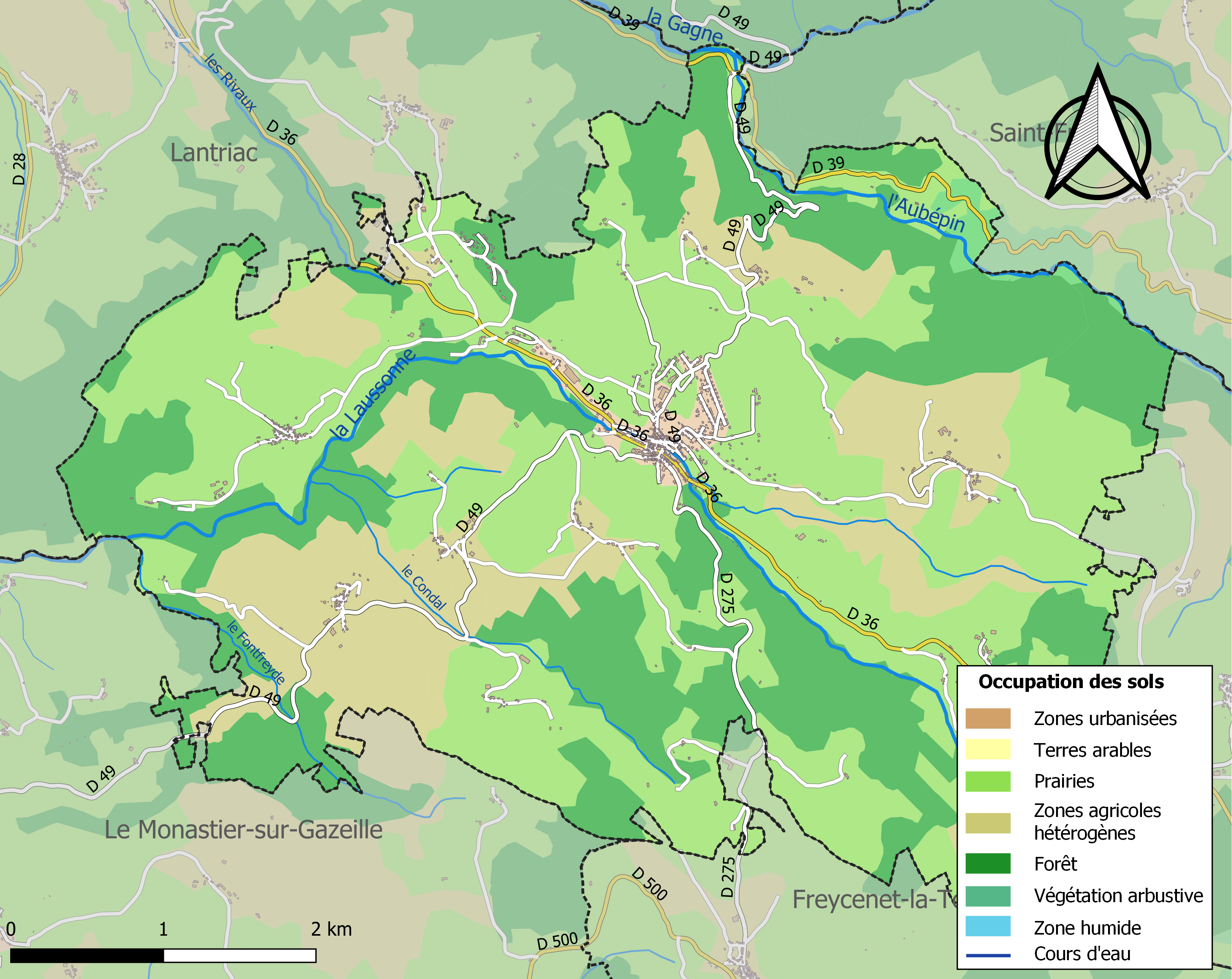
Carte des infrastructures et de l'occupation des sols de la commune en 2018 (CLC).

### Habitat et logement
En 2018, le nombre total de logements dans la commune était de 643, alors qu'il était de 625 en 2013 et de 606 en 2008.
Parmi ces logements, 66,5 % étaient des résidences principales, 18,9 % des résidences secondaires et 14,5 % des logements vacants. Ces logements étaient pour 91,3 % d'entre eux des maisons individuelles et pour 8,7 % des appartements.
Le tableau ci-dessous présente la typologie des logements à Laussonne en 2018 en comparaison avec celle de la Haute-Loire et de la France entière. Une caractéristique marquante du parc de logements est ainsi une proportion de résidences secondaires et logements occasionnels (18,9 %) supérieure à celle du département (16,1 %) et à celle de la France entière (9,7 %). Concernant le statut d'occupation de ces logements, 73,8 % des habitants de la commune sont propriétaires de leur logement (72,1 % en 2013), contre 70 % pour la Haute-Loire et 57,5 pour la France entière.
| Typologie                                               | Laussonne | Haute-Loire | France entière |
| ------------------------------------------------------- | --------- | ----------- | -------------- |
| Résidences principales (en %)                           | 66,5      | 71,5        | 82,1           |
| Résidences secondaires et logements occasionnels (en %) | 18,9      | 16,1        | 9,7            |
| Logements vacants (en %)                                | 14,5      | 12,4        | 8,2            |

## Toponymie
- Première possibilité : de l'auvergnat lausson (prononcer : « loussoun »), petit lac, diminutif de laus, lac. Il y a à l'est du village de Laussonne un quartier appelé Le Lac.

Les noms de lieu en Velay Le Lac ne sont pas rares et désignent le plus souvent une zone humide qui parfois se transforme en marais quand il pleut beaucoup. Ce sont des zones variables au cours du temps et il est inutile de justifier le nom de Laussonne par un supposé mot auvergnat signifiant « petit lac » ; Laussonne n'est pas auvergnat ni en Auvergne historique. L'occitan aurait suffi à en parler, sachant qu'il existe un Laussou en Lot-et-Garonne. Dans l'article, on fait de Laussonne un diminutif de Laus. Or, la forme Lapsona [857] est antérieure à une formation supposée de l'auvergnat qui n'existe pas encore au IXe siècle.
- Deuxième possibilité : Laussonne du latin Laussonus (de Laus, la louange et sonus le son), le son de louange. La proximité avec l'abbaye du Monastier présente depuis le VIIe siècle pourrait expliquer ce nom.

## Politique et administration

### Découpage territorial
La commune de Laussonne est membre de la communauté de communes Mézenc-Loire-Meygal, un établissement public de coopération intercommunale (EPCI) à fiscalité propre créé le 27 décembre 2016 dont le siège est à Saint-Julien-Chapteuil. Ce dernier est par ailleurs membre d'autres groupements intercommunaux.
Sur le plan administratif, elle est rattachée à l'arrondissement du Puy-en-Velay, au département de la Haute-Loire, en tant que circonscription administrative de l'État, et à la région Auvergne-Rhône-Alpes.
Sur le plan électoral, elle dépend du canton du Mézenc pour l'élection des conseillers départementaux, depuis le redécoupage cantonal de 2014 entré en vigueur en 2015, et de la première circonscription de la Haute-Loire  pour les élections législatives, depuis le redécoupage électoral de 1986.

### Liste des maires
| Période                                  | Période      | Identité           | Étiquette | Qualité                                     |
| ---------------------------------------- | ------------ | ------------------ | --------- | ------------------------------------------- |
| Les données manquantes sont à compléter. |              |                    |           |                                             |
|                                          |              | Jean-Pierre Antier |           | Rentier, propriétaire à Varennes            |
|                                          |              | Joseph Antier      | ANRS      | Député, sénateur. Petit-fils du précédent   |
| 1931                                     | 1940         | Paul Antier        | PAPF      | Député et ministre. Fils du précédent       |
| mai 1945                                 | octobre 1947 | Paul Antier        | PPUS      | id.                                         |
| mars 1983                                | juin 1995    | Georges Barnier    | se        | Président du syndicat des eaux de l'Alambre |
| 2001                                     | 2020         | Pierre Gentes      |           |                                             |
| juin 2020                                | En cours     | Fernand Chaize     | dvd       |                                             |

### Jumelage
- Gründau (Allemagne) depuis juin 1966[15]

## Population et société

### Démographie

#### Évolution démographique
L'évolution du nombre d'habitants est connue à travers les recensements de la population effectués dans la commune depuis 1793. Pour les communes de moins de 10 000 habitants, une enquête de recensement portant sur toute la population est réalisée tous les cinq ans, les populations de référence des années intermédiaires étant quant à elles estimées par interpolation ou extrapolation. Pour la commune, le premier recensement exhaustif entrant dans le cadre du nouveau dispositif a été réalisé en 2006.

En 2022, la commune comptait 1 019 habitants, en évolution de +0,99 % par rapport à 2016 (Haute-Loire : +0,36 %, France hors Mayotte : +2,11 %).
| 1793  | 1800  | 1806  | 1821  | 1831  | 1836  | 1841  | 1846  | 1851  |
| ----- | ----- | ----- | ----- | ----- | ----- | ----- | ----- | ----- |
| 1 648 | 1 073 | 1 751 | 1 686 | 1 802 | 1 898 | 2 005 | 1 954 | 2 000 |

| 1856  | 1861  | 1866  | 1872  | 1876  | 1881  | 1886  | 1891  | 1896  |
| ----- | ----- | ----- | ----- | ----- | ----- | ----- | ----- | ----- |
| 1 549 | 1 552 | 1 597 | 1 750 | 1 911 | 1 948 | 2 053 | 1 996 | 1 971 |

| 1901  | 1906  | 1911  | 1921  | 1926  | 1931  | 1936  | 1946  | 1954  |
| ----- | ----- | ----- | ----- | ----- | ----- | ----- | ----- | ----- |
| 1 983 | 1 987 | 1 974 | 1 810 | 1 745 | 1 506 | 1 400 | 1 150 | 1 144 |

| 1962  | 1968  | 1975  | 1982  | 1990  | 1999 | 2006 | 2011  | 2016  |
| ----- | ----- | ----- | ----- | ----- | ---- | ---- | ----- | ----- |
| 1 167 | 1 124 | 1 052 | 1 040 | 1 063 | 991  | 981  | 1 018 | 1 009 |

| 2021  | 2022  | - | - | - | - | - | - | - |
| ----- | ----- | - | - | - | - | - | - | - |
| 1 017 | 1 019 | - | - | - | - | - | - | - |

En 2013 les 1014 habitants de la commune ont, pour 308 d'entre eux, moins de 30 ans, 403 ont entre 30 et 59 ans et 303 ont 60 ans et plus. Les 619 personnes âgées de 15 à 64 ans 67,6 % sont des actifs ayant un emploi, 5 % sont des chômeurs, % 6,6 % sont élèves ou étudiants, 13,4 % sont retraités et 7,4  % sont d'autres inactifs.
Selon les données de 2007, la commune de Laussonne comportait 400 résidences principales et 150 résidences secondaires. En 2013 il y a 415 résidences principales, 131 résidences secondaires et 69 logements vacants. 542 logements sont des maisons et 78 des appartements.

#### Pyramide des âges
La population de la commune est relativement âgée.
En 2018, le taux de personnes d'un âge inférieur à 30 ans s'élève à 27,3 %, soit en dessous de la moyenne départementale (31 %). À l'inverse, le taux de personnes d'âge supérieur à 60 ans est de 36,5 % la même année, alors qu'il est de 31,1 % au niveau départemental.
En 2018, la commune comptait 506 hommes pour 508 femmes, soit un taux de 50,1 % de femmes, légèrement inférieur au taux départemental (50,87 %).
Les pyramides des âges de la commune et du département s'établissent comme suit.
| Hommes | Classe d’âge | Femmes |
| ------ | ------------ | ------ |
| 1,4    | 90 ou +      | 3,7    |
| 9,8    | 75-89 ans    | 14,6   |
| 24,4   | 60-74 ans    | 19,0   |
| 19,3   | 45-59 ans    | 19,5   |
| 18,1   | 30-44 ans    | 15,6   |
| 12,7   | 15-29 ans    | 10,6   |
| 14,2   | 0-14 ans     | 16,9   |

| Hommes | Classe d’âge | Femmes |
| ------ | ------------ | ------ |
| 0,9    | 90 ou +      | 2,5    |
| 8,4    | 75-89 ans    | 11,7   |
| 20,4   | 60-74 ans    | 20,5   |
| 21,3   | 45-59 ans    | 20,3   |
| 16,8   | 30-44 ans    | 16,3   |
| 15,2   | 15-29 ans    | 13,2   |
| 17     | 0-14 ans     | 15,6   |

## Économie

### Revenus
En 2018, la commune compte 431 ménages fiscaux, regroupant 980 personnes. La médiane du revenu disponible par unité de consommation est de 20 590 € (20 800 € dans le département).

### Emploi
| Division       | 2008  | 2013  | 2018  |
| -------------- | ----- | ----- | ----- |
| Commune        | 4,6 % | 5 %   | 6,2 % |
| Département    | 6,3 % | 7,7 % | 7,7 % |
| France entière | 8,3 % | 10 %  | 10 %  |

En 2018, la population âgée de 15 à 64 ans s'élève à 587 personnes, parmi lesquelles on compte 73,2 % d'actifs (67,1 % ayant un emploi et 6,2 % de chômeurs) et 26,8 % d'inactifs,. Depuis 2008, le taux de chômage communal (au sens du recensement) des 15-64 ans est inférieur à celui de la France et du département.
La commune fait partie de la couronne de l'aire d'attraction du Puy-en-Velay, du fait qu'au moins 15 % des actifs travaillent dans le pôle,. Elle compte 297 emplois en 2018, contre 279 en 2013 et 325 en 2008. Le nombre d'actifs ayant un emploi résidant dans la commune est de 396, soit un indicateur de concentration d'emploi de 75 % et un taux d'activité parmi les 15 ans ou plus de 50,6 %.
Sur ces 396 actifs de 15 ans ou plus ayant un emploi, 144 travaillent dans la commune, soit 36 % des habitants. Pour se rendre au travail, 81,9 % des habitants utilisent un véhicule personnel ou de fonction à quatre roues, 0,8 % les transports en commun, 12 % s'y rendent en deux-roues, à vélo ou à pied et 5,4 % n'ont pas besoin de transport (travail au domicile).

### Activités

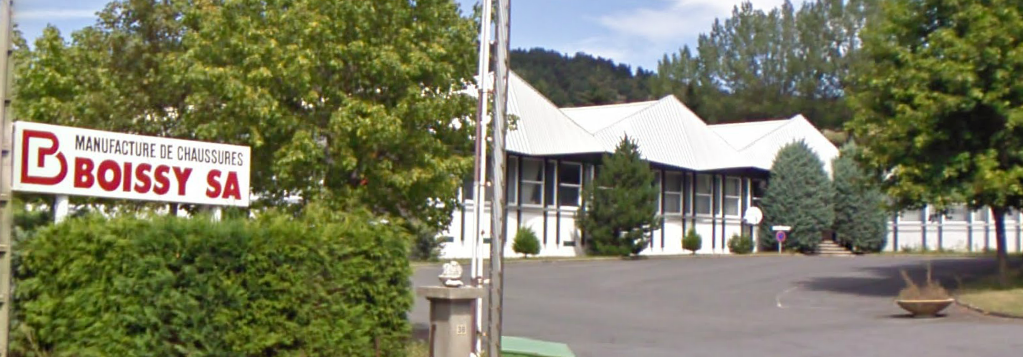
Usine Boissy SA à Laussonne.

L'usine Boissy, fabricant de chaussures, créée en 1947 et dernier fabricant de chaussures d'Auvergne. L'entreprise emploie (en 2015) 105 personnes et fait travailler 80 personnes à domicile.
Au 31 décembre 2014 82 établissements, employant au total 239 salariés, sont actifs dans la commune sont : 14 entreprises agricoles (1 salarié) ; 5 établissements appartiennent à l'industrie (120 salariés) ; le secteur de la construction comprend 11 établissements (24 salariés) ; celui du commerce, des transports et services divers correspond à 40 établissements (22 salariés) et 12 établissements sont du secteur administration publique, enseignement, santé, action sociale (72 salariés).

## Culture locale et patrimoine

### Lieux et monuments

#### Site

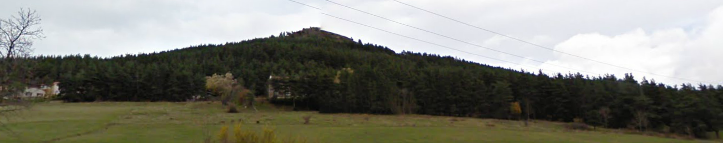
Suc de Montchamp.

- Suc de Montchamp, dyke de la chaîne orientale du Velay.

#### Monument

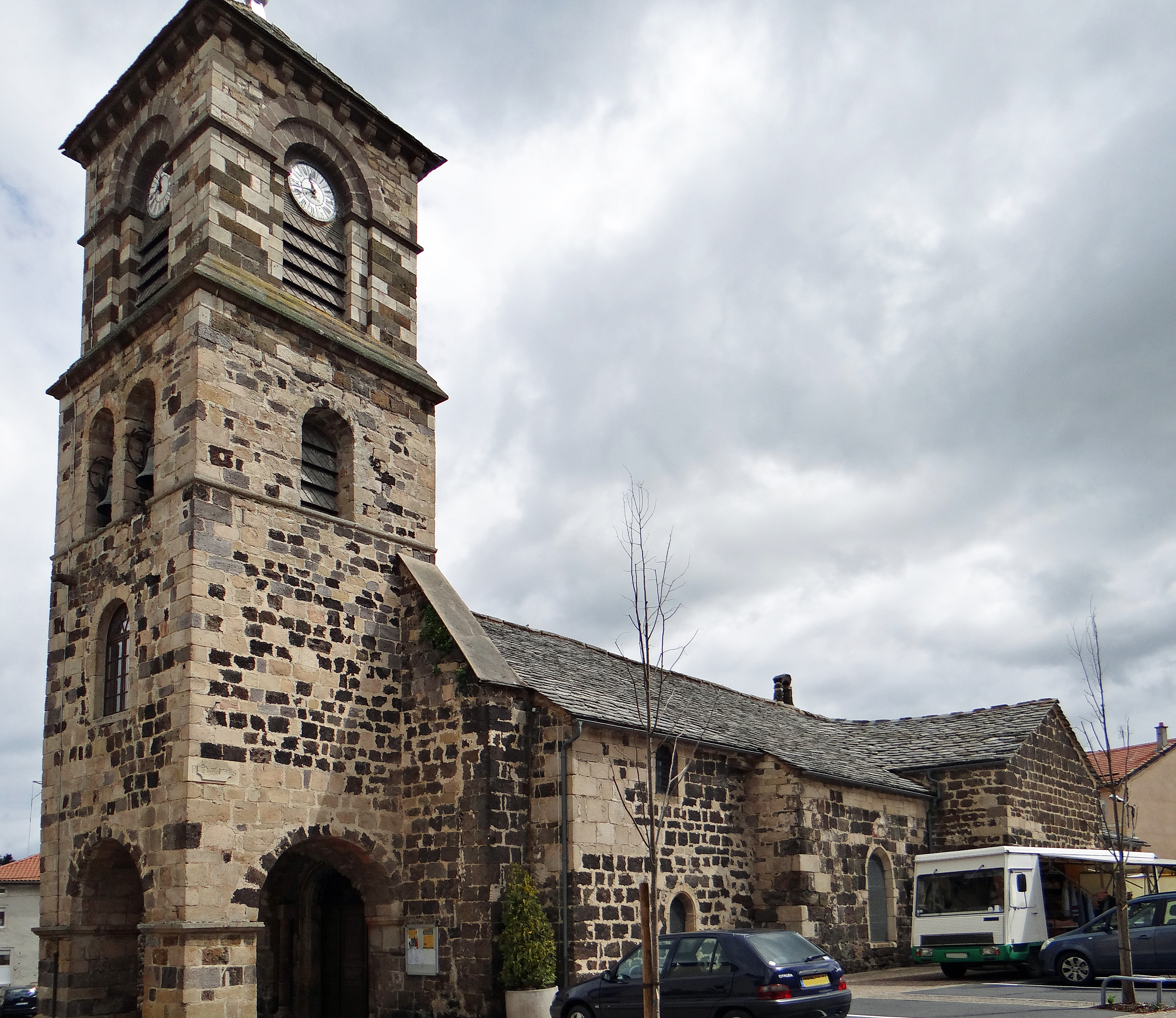
L'église Saint-Pierre-aux-Liens.

- L'église Saint-Pierre-aux-Liens d'origine romane. Elle a été agrandie à l'époque gothique et dotée en 1713 d'un clocher et d'un porche. Elle est inscrite au titre des monuments historiques par arrêté du 15 septembre 1993[22].

### Personnalités liées à la commune
La famille Antier vit depuis plusieurs siècles dans son manoir ancestral de Varennes:
- Reine Antier (1801-1883) fondatrice des Sœurs de l'Enfant-Jésus de Chauffailles, née à Laussonne.
- Joseph Antier (1868-1943) avocat, député et sénateur de la Haute-Loire, né à  Laussonne.